# Compsa monrosi
Compsa monrosi là một loài bọ cánh cứng trong họ Cerambycidae.